# 1997-es női labdarúgó-Európa-bajnokság
Az 1997-es női labdarúgó-Európa-bajnokságot június 29-e és július 12-e között közösen rendezte Norvégia és Svédország. Az Eb-t a címvédő német válogatott nyerte, története során negyedik alkalommal. Ez volt a hetedik női labdarúgó-Eb. Az Eb-n először vett részt nyolc csapat.

## Lebonyolítás
A selejtezőben 33 csapat indult. Ebből nyolc válogatott jutott ki az Eb-re. A csapatokat két darab négyes csoportoba sorsolták, a csoportok végeredménye körmérkőzések utána dőlt el. Az első két helyezett jutott az elődöntőbe, az elődöntő győztesei játszották a döntőt. Bronzmérkőzést nem rendeztek.

## Eredmények

### Csoportkör
| Jelmagyarázat                                                                   |
| ------------------------------------------------------------------------------- |
| A csoportok első és második helyezettje bejutott az egyenes kieséses szakaszba. |
| A csoportok harmadik és negyedik helyezettjei kiestek.                          |

#### A csoport
| Csapat        | M | Gy | D | V | G+ | G– | Gk | P |
| ------------- | - | -- | - | - | -- | -- | -- | - |
| Svédország    | 3 | 3  | 0 | 0 | 6  | 1  | +5 | 9 |
| Spanyolország | 3 | 1  | 1 | 1 | 2  | 2  | 0  | 4 |
| Franciaország | 3 | 1  | 1 | 1 | 4  | 5  | –1 | 4 |
| Oroszország   | 3 | 0  | 0 | 3 | 2  | 6  | –4 | 0 |

| 1997. június 29. |

| Franciaország | 1–1   | Spanyolország |
| ------------- | ----- | ------------- |
| Roujas 50'    | (0–1) | Parejo 14'    |

| Nobelstadion, Karlskoga Nézőszám: 920 Játékvezető: Gitte Lyngo Nielsen (dán) |

| 1997. június 29. |

| Svédország               | 2–1 | Oroszország |
| ------------------------ | --- | ----------- |
| Ljungberg ?' Pohjanen ?' |     | Savina ?'   |

| Tingvalla IP, Karlstad Nézőszám: 3829 Játékvezető: Christine Frai (német) |

| 1997. július 2. |

| Spanyolország | 0–1 | Svédország  |
| ------------- | --- | ----------- |
|               |     | Svensson ?' |

| Nobelstadion, Karlskoga Nézőszám: 3403 Játékvezető: Vibeke Karlsen-Gabrielsen (norvég) |

| 1997. július 2. |

| Oroszország    | 1–3   | Franciaország      |
| -------------- | ----- | ------------------ |
| Grigorieva 52' | (0–1) | Roujas 27' 56' 74' |

| Tingvalla IP, Karlstad Nézőszám: 626 Játékvezető: Cristina Gozzi (olasz) |

| 1997. július 5. |

| Svédország                                              | 3–0   | Franciaország |
| ------------------------------------------------------- | ----- | ------------- |
| Andersson 18' (11-esből) Diacre 22' (öngól) Jonsson 45' | (3–0) |               |

| Tingvalla IP, Karlstad Nézőszám: 2751 Játékvezető: Vibeke Karlsen-Gabrielsen (norvég) |

| 1997. július 5. |

| Oroszország | 0–1   | Spanyolország |
| ----------- | ----- | ------------- |
|             | (0–0) | Parejo 70'    |

| Nobelstadion, Karlskoga |

#### B csoport
| Csapat      | M | Gy | D | V | G+ | G– | Gk | P |
| ----------- | - | -- | - | - | -- | -- | -- | - |
| Olaszország | 3 | 1  | 2 | 0 | 5  | 3  | +2 | 5 |
| Németország | 3 | 1  | 2 | 0 | 3  | 1  | +2 | 5 |
| Norvégia    | 3 | 1  | 1 | 1 | 5  | 2  | +3 | 4 |
| Dánia       | 3 | 0  | 1 | 2 | 2  | 9  | –7 | 1 |

| 1997. június 30. |

| Németország | 1–1   | Olaszország |
| ----------- | ----- | ----------- |
| Meinert 49' | (0–0) | Carta 71'   |

| Melløs Stadion, Moss Nézőszám: 713 Játékvezető: Katriina Elovirta (finn) |

| 1997. június 30. |

| Dánia | 0–5   | Norvégia                            |
| ----- | ----- | ----------------------------------- |
|       | (0–2) | Pettersen 16' 18' 49' 81' Støre 55' |

| Åråsen Stadion, Lillestrøm Nézőszám: 4221 Játékvezető: Regina Belksma-Konink (holland) |

| 1997. július 3. |

| Olaszország    | 2–2   | Dánia                 |
| -------------- | ----- | --------------------- |
| Morace 45' 73' | (1–1) | Terp 22' Pedersen 55' |

| Åråsen Stadion, Lillestrøm Nézőszám: 538 Játékvezető: Eva Ödlund (svéd) |

| 1997. július 3. |

| Norvégia | 0–0 | Németország |
| -------- | --- | ----------- |
|          |     |             |

| Melløs Stadion, Moss Nézőszám: 7666 Játékvezető: Nicole Petignat (svájci) |

| 1997. július 6. |

| Dánia | 0–2   | Németország         |
| ----- | ----- | ------------------- |
|       | (0–0) | Meyer 82' Prinz 90' |

| Melløs Stadion, Moss Nézőszám: 4037 Játékvezető: Eva Ödlund (svéd) |

| 1997. július 6. |

| Norvégia | 0–2   | Olaszország   |
| -------- | ----- | ------------- |
|          | (0–2) | Morace 4' 29' |

| Åråsen Stadion, Lillestrøm Nézőszám: 520 Játékvezető: Katriina Elovirta (finn) |

### Egyenes kieséses szakasz

#### Elődöntők
| 1997. július 9. |

| Svédország | 0–1   | Németország  |
| ---------- | ----- | ------------ |
|            | (0–0) | Wiegmann 84' |

| Tingvalla IP, Karlstad Nézőszám: 4246 Játékvezető: Nicole Petignat (svájci) |

| 1997. július 9. |

| Olaszország            | 2–1   | Spanyolország |
| ---------------------- | ----- | ------------- |
| Fiorini 11' Morace 29' | (2–0) | Parejo 89'    |

| Åråsen Stadion, Lillestrøm Játékvezető: Christine Frai (német) |

#### Döntő
| 1997. július 12. |

| Olaszország | 0–2   | Németország           |
| ----------- | ----- | --------------------- |
|             | (0–1) | Minnert 23' Prinz 49' |

| Ullevaal Stadion, Oslo Nézőszám: 2221 Játékvezető: Gitte Lyngo Nielsen (dán) |

| Az 1997-es női labdarúgó-Európa-bajnokság győztese |
| -------------------------------------------------- |
| NÉMETORSZÁG 4. cím                                 |